# كوري بلاك
كوري بلاك (بالإنجليزية: Corey Black)‏ هو فارس أمريكي، ولد في 11 يناير 1969 في ويستمينستير في الولايات المتحدة.